# Partei der Politiker
|  | Dieser Artikel oder Abschnitt wurde wegen inhaltlicher Mängel auf der Qualitätssicherungsseite der Redaktion Geschichte eingetragen (dort auch Hinweise zur Abarbeitung dieses Wartungsbausteins). Dies geschieht, um die Qualität der Artikel im Themengebiet Geschichte auf ein akzeptables Niveau zu bringen. Dabei werden Artikel gelöscht, die nicht signifikant verbessert werden können. Bitte hilf mit, die Mängel dieses Artikels zu beseitigen, und beteilige dich bitte an der Diskussion! |

Partei der Politiker (frz. Parti des politiques) war eine politische Richtung im Frankreich des späten 16. Jahrhunderts, die nach der Bartholomäusnacht entstand und auf eine Beendigung der Hugenottenkriege hinarbeitete. Diese dritte Kraft zwischen den Katholiken und Protestanten, die als Spaltung aus den Katholiken entstand und in der Jean Bodin mit seinem Werk Six Livres de la Republique eine prägende Rolle hatte, vereinigte Anhänger einer Via-Media-Konzeption, gemäßigte Katholiken und kirchlich indifferente Anhänger der Monarchie.

## Hintergrund
Nach der Pariser Bluthochzeit (Bartholomäusnacht) schien es so, dass die Kraft des französischen Protestantismus endgültig gebrochen war. Doch der Kampf zwischen Katholiken und Protestanten ging jetzt erst recht weiter. Als neuer Faktor trat eine Spaltung der französischen Katholiken in Erscheinung, auf der einen Seite formierten sich die radikalen Kräfte in der "Liga", die sich an Spanien orientieren. Auf der anderen Seite formierten sich gemäßigte katholische Gruppen, Anhänger eine Via-Media-Konzeption sowie kirchlich indifferente Anhänger der Monarchie zu einer dritten Kraft, nämlich der Partei der Politiker.